# Earl av Cumberland
Titeln Earl av Cumberland skapades i England år 1525 åt den 11:e baronen de Clifford och användes t.o.m. år 1643.

## Earls av Cumberland (1525)
- Henry Clifford, 1:e Earl av Cumberland (1493-1542)
- Henry Clifford, 2:e Earl av Cumberland (1517-1570)
- George Clifford, 3:e Earl av Cumberland (1558-1605)
- Francis Clifford, 4:e Earl av Cumberland (1559-1641)
- Henry Clifford, 5:e Earl av Cumberland (1591-1643)